# Monte Castello (isola d'Elba)
Monte Castello è un'altura (228 m) dell'isola d'Elba, nei pressi del paese di Procchio, anticamente sede di un insediamento fortificato di età etrusca.

## Caratteristiche
Questo oppidum, che come gli altri abitati etruschi dell'isola controllava gli antichi commerci siderurgici, si trovava in posizione strategica sopra un'altura a cavallo tra Mar Ligure a nord e Mar Tirreno a sud. Presentava una cinta muraria dalla planimetria rettangolare (30 x 60 m), costituita da blocchi sovrapposti di pietra locale. L'insediamento, oggetto di una campagna di scavo nel 1977, fu abitato dalla prima metà del IV secolo a.C. sino circa al 250 a.C., epoca in cui è datata la conquista romana dell'isola d'Elba. Tra i materiali archeologici recuperati, oggi conservati presso il Museo archeologico di Marciana, compare una pregevole testa votiva in terracotta insieme a kylikes dell'Atelier des petites estampilles, skyphoi del gruppo Ferrara T 585, piattelli di tipo Genucilia, orci contenenti grano, anfore etrusche e greco-italiche, pesi da telaio troncopiramidali, fusaiole e rocchetti per la tessitura.
Notevole è la presenza di pavimentazione in opus signinum.

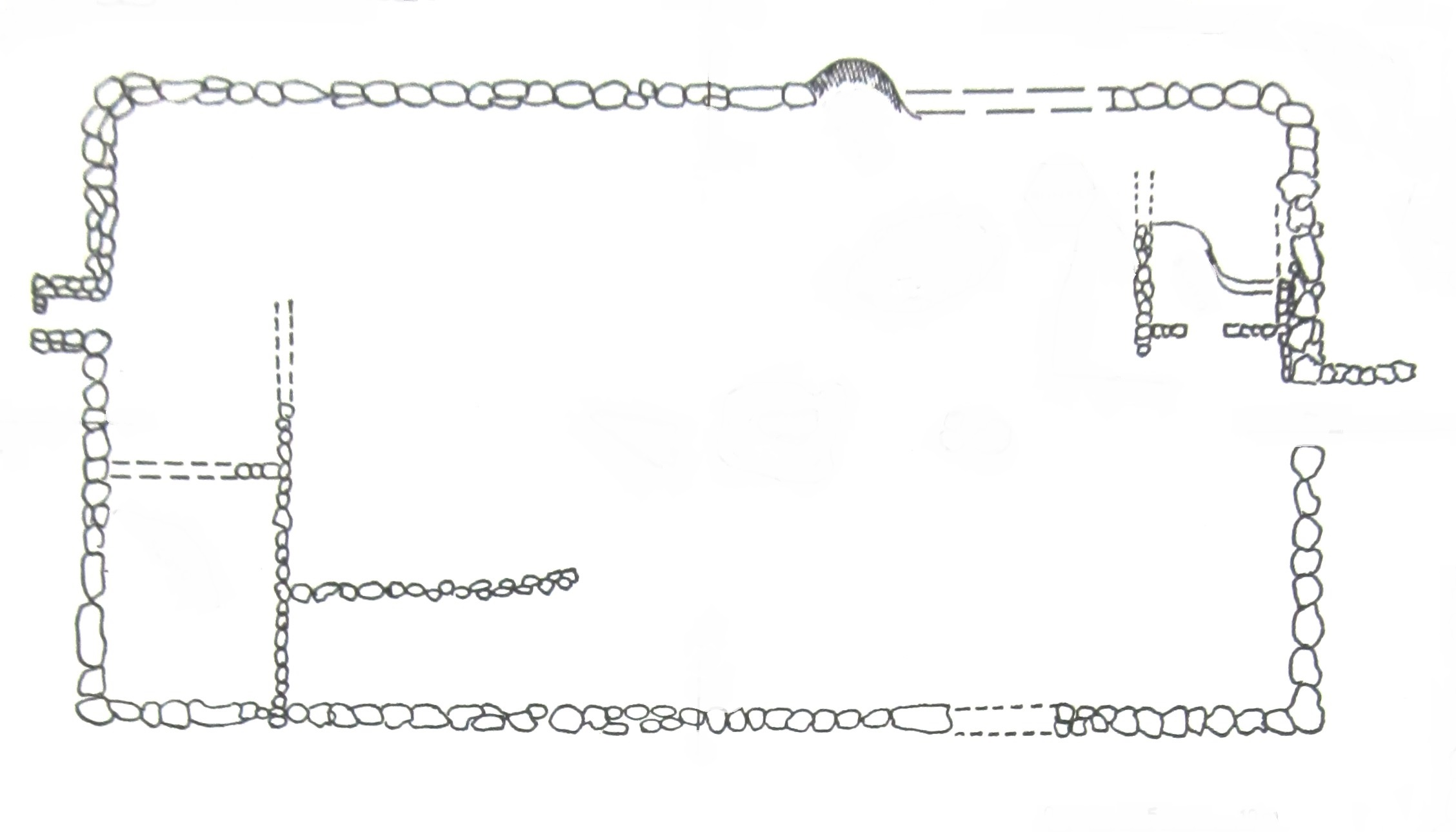
Planimetria delloppidum di Monte Castello

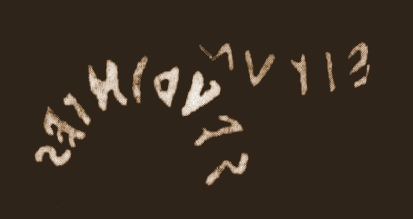
Lettere etrusche su vasellame da Monte Castello: Spurinies ed ...eitus